# Жоржиньйо Путінатті
Жорже «Жоржиньйо» Антоніо Путінатті (порт. Jorginho Putinatti, нар. 23 серпня 1959, Марілія, Бразилія) — бразильський футболіст, що грав на позиції півзахисника, нападника.
Виступав, зокрема, за клуб «Палмейрас», а також національну збірну Бразилії.

## Клубна кар'єра
Вихованець футбольної школи клубу «Марілія». Дорослу футбольну кар'єру розпочав 1978 року в основній команді того ж клубу, в якій провів один сезон.
Своєю грою за цю команду привернув увагу представників тренерського штабу клубу «Палмейрас», до складу якого приєднався 1979 року. Відіграв за команду з Сан-Паулу наступні сім сезонів своєї ігрової кар'єри.
Згодом з 1987 по 1990 рік грав у складі команд клубів «Корінтіанс», «Флуміненсе», «Греміо», «Гуарані» (Кампінас), «Сантус», «Флуміненсе» та «15 листопада».
Завершив професійну ігрову кар'єру в японському клубі «Тойота Моторс» (з 1992 «Нагоя Грампус»), за команду якого виступав протягом 1990—1994 років.

## Виступи за збірні
1980 року захищав кольори олімпійської збірної Бразилії. У складі цієї команди провів 5 матчів, забив 1 гол.
1983 року дебютував в офіційних матчах у складі національної збірної Бразилії. Протягом кар'єри у національній команді, яка тривала усього 3 роки, провів у формі головної команди країни 16 матчів, забивши 1 гол.
У складі збірної був учасником розіграшу Кубка Америки 1983 року у різних країнах, де разом з командою здобув «срібло».

## Титули і досягнення
- Срібний призер Кубка Америки: 1983